# Пшонка Микола Павлович
Пшо́нка Мико́ла Па́влович (нар. 4 серпня 1947, село Сергіївка, Слов'янський район, Донецька область, Українська РСР, СРСР) — український правник, заслужений юрист України.
Старший брат колишнього генпрокуратора-втікача Віктора Пшонки.

## Життєпис
Народився 4 серпня 1947 в селі Сергіївка Слов'янського району Донецької області.
Трудову діяльність розпочав у 1965 стругальником на Новокраматорському машинобудівному заводі.
У 1966-1969 проходив службу в армії.
У 1969-1970 — розмітник Новокраматорського машинобудівного заводу.
У 1976 закінчив юридичний факультет Київський ордена Леніна державний університет ім. Т. Г. Шевченка.
Після закінчення Київського університету працював народним суддею Мінського районного народного суду міста Києва; суддею, заступником голови Київського міського суду (з 2001 року — Апеляційного суду міста Києва).
З 2001 — суддя Верховного Суду України.
Постановою Верховної Ради України від 21 жовтня 2010 № 2640-VI обраний суддею Вищого спеціалізованого суду України з розгляду цивільних і кримінальних справ.
Рішенням Вищої ради юстиції від 20 грудня 2010 року № 1369/0/15-10 призначений на посаду заступника Голови Вищого спеціалізованого суду України з розгляду цивільних і кримінальних справ.
Заступник Голови редакційної колегії журналу «Часопис цивільного і кримінального судочинства» [Архівовано 23 квітня 2012 у Wayback Machine.].

## Нагороди, почесні звання
- Орден «За заслуги» III ст. (8 жовтня 2012) — за вагомий особистий внесок у реалізацію державної правової політики, зміцнення законності та правопорядку, розвиток юридичної науки, багаторічну плідну працю та високий професіоналізм[1]

- Заслужений юрист України, 04 жовтня 2000;

- Почесна грамота Верховного Суду України та Ради суддів України, 2002 рік;

- відзнака ВСУ «За вірність закону», 2003 рік;

- пам'ятна ювілейна відзнака з нагоди 80-річчя ВСУ, 2003 рік;

- Почесна Грамота Верховної Ради України, 2004 рік;

- Подяка Голови Вищої ради юстиції, 2008 рік.